# 에마 다치
에마 다치(종카어: ཨེ་མ་དར་ཚི་)는 고추와 전통 치즈인 다치로 만든 부탄의 전통 요리이다. 부탄의 국민 음식으로 여겨진다.

## 이름
종카어 "에마(ཨེ་མ་)"는 "고추"를, "다치(དར་ཚི་)"는 "치즈"를 뜻한다.

## 만들기
청고추와 홍고추, 건고추가 모두 사용될 수 있다. 치즈로는 다치를 쓰지만, 추르피 등 비슷한 치즈로 대체할 수 있으며, 체더 치즈 등의 다른 치즈를 함께 쓰기도 한다. 한 입 크기로 썬 고추를 잘게 썬 토마토, 양파, 마늘 등과 함께 냄비에 넣고 물을 부어 끓인 다음, 채소들이 익으면 버터 한 조각과 잘게 간 치즈를 넣어 녹인다.

## 사진

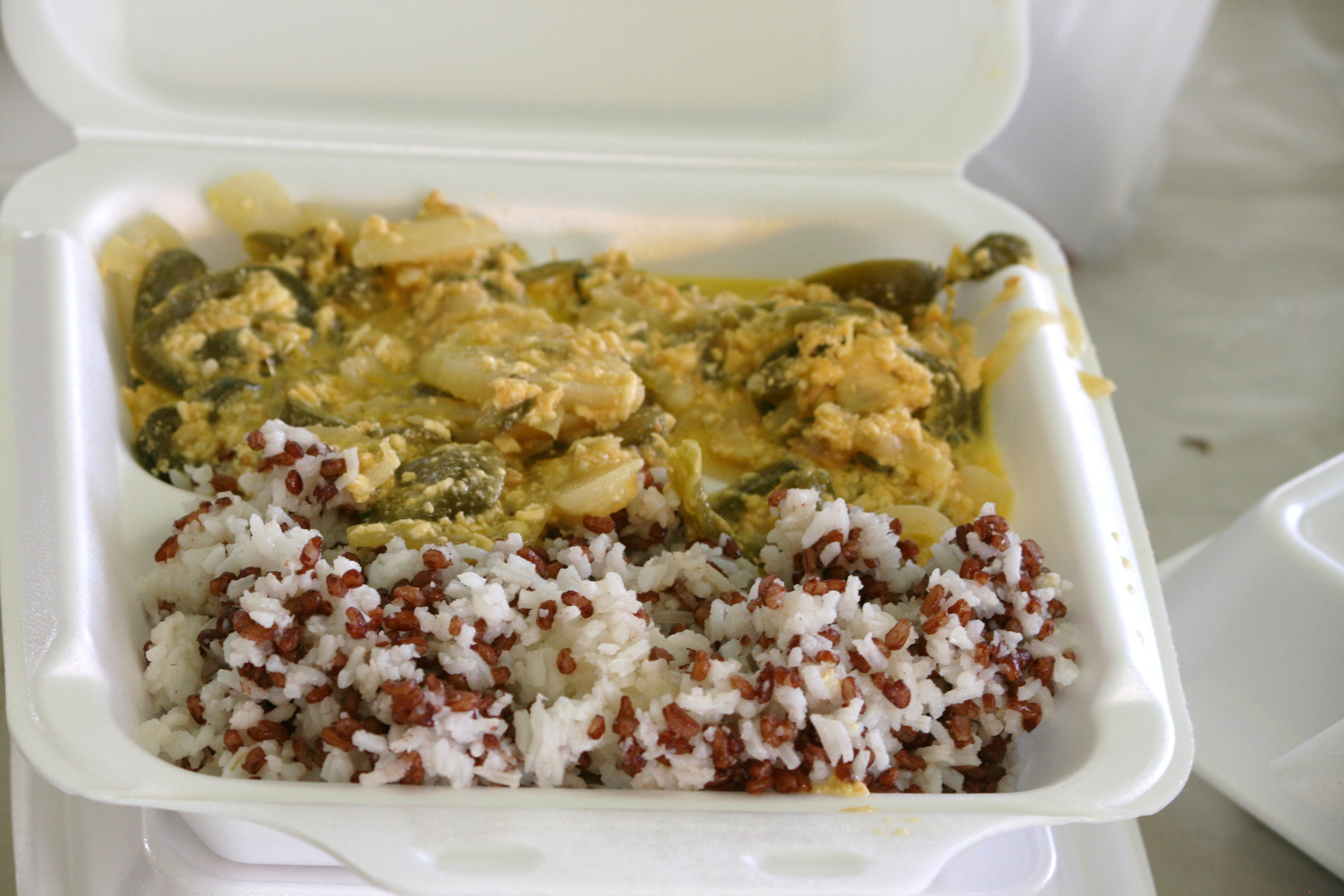
에마 다치와 쌀밥

## 같이 보기
- 게와 다치